# Dirk Verbeuren
Dirk Verbeuren es un baterista nacido en Wilrijk, Bélgica en 1975. Es muy notable por pertenecer a la banda sueca de death metal melódico Soilwork, a la francesa Scarve, y actualmente a la de thrash metal estadounidense Megadeth.
Debido a su notable habilidad para tocar la batería, ha sido muy solicitado para ser baterista de sesión en muchas bandas, como Devin Townsend Project, Sybreed, Lyzanxia, Sublime Cadaveric Decomposition, Yyrkoon, Manu Livertout, Infinited Hate, 7th Circle, Headline, Taliandorogd y Aborted. También formó parte de la grabación del álbum conmemorativo de los 20 años de la disquera Nuclear Blast Out of the Dark.
Es un miembro permanente de Soilwork (desde 2005) y Scarve (miembro fundador). Él también fue miembro fundador de las bandas Phazm y Mortuary. Utiliza un equipo de batería Tama y Meinl Percussion. Dirk reside en Cleveland, Ohio y en Vernouillet, Francia. Él fue el miembro de la banda de metal industrial junto con Guillaume Bideau (actual vocalista de Mnemic y fundador de Scarve) llamada One-Way Mirror. También recientemente fue baterista de sesión del proyecto en solitario de Warrel Dane (vocalista de Nevermore), Praises to the War Machine, el cual es producido por el guitarrista de Soilwork, Peter Wichers.
En julio de 2016 se integró a Megadeth, gracias a la recomendación que hizo el anterior baterista Chris Adler de la banda Lamb of God, tras su partida.

## Discografía
| Con Soilwork - Stabbing the Drama (2005) - Sworn to a Great Divide (2007) - The Panic Broadcast (2010) - The Living Infinite (2013) - The Ride Majestic (2015) Con Megadeth - The Sick, the Dying... and the Dead! (2022) Con Bent Sea - Noistalgia (EP) (2011) - Paddling the Pink Canoe in a River of Blood / Partners in Grind (Split con Torture Division) (2013) - Animalist (Split con Usurpress) (2013) - Ascend (Split con To Dust) (2016) - Partners In Grind (Sencillo) (2020) Con The Project Hate MCMXCIX - The Cadaverous Retaliation Agenda (2012) - There Is No Earth I Will Leave Unscorched (2014) - Of Chaos and Carnal Pleasures (2017) - Death Ritual Covenant (2018) - Purgatory (2020) | Con Scarve - Six Tears of Sorrow EP (1996) - Translucence (2000) - Luminiferous (2002) - Irradiant (2004) - The Undercurrent (2007) Con Aborted - Goremageddon: The Saw and the Carnage Done (2003) - The Haematobic EP (2004) - Coronary Recontruction EP (2009) Con Headline - Other Voices EP (1999) - Voices of Presence (1999 - Duality (2002) |

Otros
| - Anaon - Les Rites De Cromlech (1997) - Artsonic - Sonic Area (1997) - Anaon - The Soul's Tribe (2000) - 7th Circle - Collective Minds (2000) - Mortuary - Agony In Red (2002) - Taliándörögd - Neverplace EP (2002) - Eostenem - I Scream you Suffer they Die (2004) - Phazm - Hate at First Seed (2004) - Taliándörögd - The Parting (2004) - Yyrkoon - Occult Medicine (2004) - Infinited Hate - Heaven Termination (2005) - Lyzanxia - UNSU (2006) - Phaze I - Phaze I (2006) - Nuclear Blast All Stars: Out Of The Dark (en los temas 3, 4, 7, 9 y 10) (2007) - Sublime Cadaveric Decomposition - Inventory of Fixtures (2007) - Sybreed - Antares (2007) - One-Way Mirror -One Way Mirror (2008) | - Warrel Dane - Praises to the War Machine (2008) - Stenval - Vanity's Pleasure (2009) - Anatomy of I - Substratum (2011) - Devin Townsend Project - Deconstruction (2011) - Sublime Cadaveric Decomposition - Sheep'n'Guns (2011) - Jeff Loomis - Plains of Oblivion (2012) - Solium Fatalis - Solium Fatalis (2013) - Phaze I - Uprising (2014) - Powermad - Infinite (2015) - Pulse of Nebulae - Pulse of Nebulae (2016) - Withered Moon - Elemental EP (2016) - Hespera - In Absence EP (2018) - Geoda - Here and Now (2019) - Tronos - Celestial Mechanics (2019) - Cadáver - D.G.A.F. EP (2020) - Vetur - Vist (acreditado como Myrkvi) (2020) |

Como invitado
| - No Return - No Return (2006) - Infinited Hate - Heaven Termination (2005) - Conspiracy - Irremediable (2010) - Arsafes - Onslaught Cocek Sencillo (2012) - Colosso - Peaceful Abrasiveness (2012) - Colosso - Abrasive Peace (2012) - Devin Townsend Project - By a Thread: Live in London 2011 (Video) (2012) - Naglfar - An Extension of His Arm and Will EP (2012) - Naglfar - Teras (2012) - Jupiter Society - From Endangered to Extinct (2013) - Malevolence - Antithetical (2013) - Akroma - Apocalypse (Requiem) (2017) - Area51 - Judge the Joker (2014) - Abyssal Vortex - Derelicts of Perdition EP (2015) | - Arbitrator - Indoctrination of Sacrilege (2015) - Withered Moon - Prophecies: The Call of Winter EP (2015) - Fall - The Insatiable Weakness (2016) - Freya - Grim (2016) - Eths - Ankaa (2016) - Synthetic - Here Lies the Truth (invitado en el tema 4) (2016) - Danzig - Black Laden Crown (invitado en el tema 6) (2017) - Kyle Morrison - Pianometal (invitado en los temas 1, 3, 10) (2017) - Neverlight - Nova Red (2017) - Oriax - Pseudomonarchia Daemonum EP - (2017) - Create a Kill - Summoned to Rise (invitado en el tema 9) (2018) - Heretic - Barbarism (invitado en el tema 7) (2018) - Articulus - I (2019) - Darkride - Weight of the World (invitado en los temas 1, 4 y 11) (2019) |